# Harold Barron

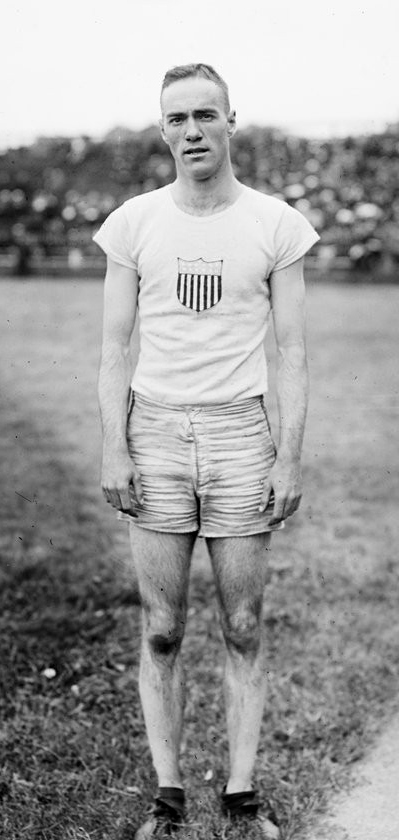
Harold Barron, 1920

Harold Earl „Hal“ Barron (* 29. August 1894 in Berwyn, Pennsylvania; † 5. Oktober 1978 in San Francisco, Kalifornien) war ein US-amerikanischer Leichtathlet, der sich auf die 110 Meter Hürden spezialisiert hatte. Er startete für den Meadowbrook Club und die Pennsylvania State University, war 1,83 m groß und 64 kg schwer.
Barron gewann mehrere nationale Titel.
- Landesmeisterschaften:
  - 1917 und 1920 über 120 Yards Hürden (15,0 bzw. 15,2 s)
  - 1918, 1921 und 1022 70 Yards Hürden in der Halle
- Hochschulmeisterschaften (NCAA bzw. IC4A):
  - 1922 über 120 Yards Hürden (15,4 s)
  - 1922 über 70 Yards Hürden in der Halle

Im Zeitraum 1917–1922 konnte er sich fünfmal unter den Top Ten der Weltrangliste platzieren:
- 1917: Platz 3 (15,0 s, gelaufen 1. September in St. Louis)
- 1919: Platz 9 (15,4 s, gel. 31. Mai in Colombes)
- 1920: Platz 2 (15,0 s, gel. 17. August in Antwerpen)
- 1921: Platz 8 (15,2 s, gel. 21. Mai in Pittsburgh)
- 1922: Platz 10 (15,2 s, gel. 12. Juni im State College)

Im Jahr 1920 gewann er mit 15,2 s die Ausscheidungswettkämpfe für die Teilnahme an den Olympischen Spielen in Antwerpen. Dort konnte er diese Zeit als Sieger seines Vorlaufs wiederholen, bevor er im Halbfinale mit 15,0 s einen neuen olympischen Rekord aufstellte. Im Finale musste er dann jedoch dem Kanadier Earl Thomson den Vortritt lassen, der in 14,8 s Weltrekord lief. Harold Barron kam mit 2 Metern Rückstand auf Platz zwei und gewann Silber. Seine Zeit wurde auf 15,1 s geschätzt, ebenso wie die seines Landsmannes Feg Murray, der knapp hinter Barron Dritter wurde.
Harold Barron war Absolvent der Pennsylvania State University. Nach Beendigung seiner sportlichen Laufbahn wurde er Cheftrainer am Georgia Institute of Technology.
Er war verheiratet mit Ann Morgan und Vater eines Sohnes (Joseph Charles).